# Tapijtschelp
De tapijtschelp (Venerupis corrugata) is een tweekleppigensoort uit de familie Veneridae. De wetenschappelijke naam van de soort is gepubliceerd in 1791 door Gmelin. De tapijtschelp is een vrij dikschalige, wat rechthoekige schelp. De top ligt ver naast het midden. De buitenkant heeft een duidelijke traliewerkstructuur.

## Beschrijving

### Grootte
De lengte is tot 50 mm, de hoogte tot 35 mm. In slikgebieden vaak kleiner.

### Kleur
Geelwit of grijsbruin. Vanuit de top lopen soms kleurranden van roodbruine, V-vormige vlekken. Er komen diverse kleurvariëteiten voor.

### Voorkomen

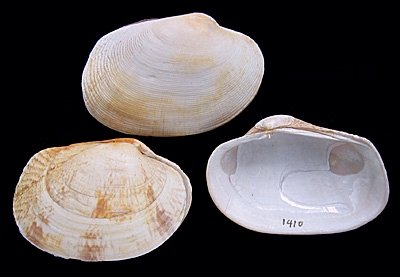
Tapijtschelp (Venerupis corrugata)

Deze schelp kan vooral gevonden worden in de vloedlijn en in aanspoelsel bij aflandige wind. Doubletten zijn zeldzamer.
De soort komt autochtoon voor op enkele plaatsen in de Waddenzee en voor de Belgische westkust.
Rechter en linker klep van hetzelfde exemplaar:

Rechter klep
Linker klep

- Tapijtschelp
(Venerupis corrugata)